# Die Jahre dazwischen
Die Jahre dazwischen ist ein britisches Heimkehrermelodram aus dem Jahre 1946 von Compton Bennett mit Michael Redgrave und Valerie Hobson in den Hauptrollen. Der Geschichte liegt das 1945 publizierte Stück “The Years Between”  von Daphne du Maurier zugrunde.

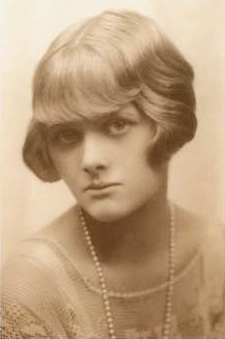
Autorin der Romanvorlage: Daphne du Maurier (um 1930)

## Handlung
Zweiter Weltkrieg. Der britische Parlamentsabgeordnete Michael Wentworth wird eingezogen. Als Colonel setzt man ihn bei einer ziemlich gefährlichen Sondermission ein, von der niemand etwas erfahren darf, auch nicht seine liebende Gattin Diana, die mit beider Sohn Robin zurückbleibt. Als Michael angeblich im Rahmen dieser Mission mit einem Flugzeug 1942 ins Meer stürzt und infolgedessen für tot erklärt wird, ist sie untröstlich. Diana sieht im Lauf der Zeit ein, dass ihr Leben irgendwie weitergehen muss und will das politische Erbe ihres mutmaßlich im Einsatz umgekommenen Gatten hochhalten. So übernimmt sie auf Drängen von Michaels Parteifreunden seinen Sitz im Unterhaus und macht politische Karriere. Auch in ihrem Liebesleben erscheint ein neuer Mann am Horizont. Sie verliebt sich in den zwar ein wenig einfältigen aber gutmütigen und sympathischen Farmer Richard Llewellyn, einem Nachbarn der Wentworths. Der kümmert sich väterlich um den Wentworth-Sohn Robin, zeigt ihm, wie man angeln geht und wird ein wahrer Freund der Rest-Familie. 
In Dianas Leben geht es fortan bergauf bis schließlich im Mai 1945 der Krieg zu Ende ist. Plötzlich steht ihr verschollener und tot geglaubter Gatte Michael wieder vor der Tür. Er macht ihr klar, dass sein Ableben Teil einer großen Inszenierung gewesen war. In Wahrheit organisierte und unterstützte er nach Kräften den Widerstand auf dem von den Nazis besetzten europäischen Kontinent. Um ihn und seine Mission nicht zu gefährden, wurde absolute Geheimhaltung angeordnet, die tatsächlich bis Kriegsende aufrechterhalten werden konnte. Alle Beteiligten in dieser Angelegenheit, vor allem Diana Wentworth, werden nunmehr durch diese neue Sachlage in tiefe Gefühls- und Gewissenskonflikte gestürzt, die sich nicht so leicht mehr lösen lassen. Die Jahre dazwischen, seit 1942, haben vieles daheim verändert. Michael Wentworth erwartet jetzt, 1945, dass seine Gattin selbstverständlich seinen Parlamentssitz an ihn zurückgibt, doch sie weigert sich beharrlich. Sie hat sich in den vergangenen drei Jahren emanzipiert. Er wiederum kann sich mit all den Veränderungen, die es in seiner britischen Heimat seit seinem Verschwinden gegeben hat, nicht abfinden und beklagt sich allenthalben. Um der Moral des Uraufführungsjahrs 1946 Genüge zu leisten, kehrt in dieser Verfilmung die seine Gattin zu ihrem Michael zurück und ordnet sich ihm letztlich unter.

## Produktionsnotizen
Die Jahre dazwischen entstand in der zweiten Jahreshälfte 1945 und wurde am 3. April 1946 uraufgeführt. Die deutsche Premiere fand noch im selben Jahr statt.
Betty Box übernahm die Produktionsleitung, James Carter entwarf die Filmbauten, Dorothy Sinclair entwarf die Kostüme. Muir Mathieson dirigierte das London Symphony Orchestra.

## Kritiken
In der New York Times war zu lesen, bei dem Film handele es sich um „eine intime und manchmal berührende Geschichte (…) Intelligent gehandhabt von Compton Bennett, der das Drama mit Blick auf die Destillation von Charakter und Wahrnehmung seiner Besetzung inszenierte ... Aber es ist ziemlich bedauerlich, dass die intensiven und authentischen Darstellungen der Darsteller nicht mit der Gesamtwirkung dieses ernsten, aber schwergängigen Streifens übereinstimmen.“
Variety befand, dass zwar der Produktionsstandard des Films hoch sei, das Drehbuch allerdings einige Fehler gemacht habe, da es zu sehr von Du Mauriers Bühnenstück abweiche und sich fast zur Hälfte mit der Liebesgeschichte zwischen Diana Wentworth und Richard Llewellyn befasse, sodass sich die „Wiederauferstehung“ von Redgraves Charakter, Michael Wentworth, inmitten des Films zumindest als ziemlich irritierend erweise.
Das Lexikon des internationalen Films urteilt: „Effektvolles, gut gespieltes Heimkehrermelodram.“
Der Movie & Video Guide fand, die Geschichte wurde „sensibel gehandhabt“.
Halliwell‘s Film Guide meinte hingegen, es handele sich hierbei um eine „gekünstelte Variation des alten Enoch Arden-Themas“. Die Handlung und die Auftritte seien „gleichermaßen nicht überzeugend.“